# Instrukcja kancelaryjna
Instrukcja kancelaryjna – zbiór zasad i przepisów ustalających sposób postępowania z dokumentem, który wpływa do urzędu lub jednostki organizacyjnej przedsiębiorstwa (procedura obiegu dokumentu w administracji publicznej).
Normatyw ten określa przede wszystkim system kancelaryjny obowiązujący dla danego urzędu czy przedsiębiorstwa obieg dokumentów (pism), sposób rejestracji spraw, sposób załatwiania spraw, postępowanie z dokumentacją spraw zakończonych (ich archiwizacją). Instrukcja kancelaryjna określa też wzory formularzy i stempli używanych w danej jednostce organizacyjnej.

## Obowiązek stosowania instrukcji kancelaryjnych
Wszystkie państwowe i samorządowe jednostki organizacyjne wytwarzające materiały archiwalne mają obowiązek posiadania i stosowania instrukcji kancelaryjnej. Opracowywać ją mogą naczelne i centralne organy dla wszystkich jednostek organizacyjnych określonego działu administracji publicznej lub tylko same zainteresowane w ich wdrożeniu jednostki organizacyjne. Instrukcja kancelaryjna jest określona rozporządzeniem Prezesa Rady Ministrów z dnia 18 stycznia 2011 r. – dla organów gminy i związków międzygminnych, organów powiatu, organów samorządu województwa i organów zespolonej administracji rządowej w województwie, a także urzędów obsługujących te organy. Dla innych podmiotów – nieobjętych rozporządzeniem – instrukcje kancelaryjne, po wcześniejszym uzgodnieniu z właściwym archiwum państwowym, na mocy ustawy archiwalnej podlegają zatwierdzeniu przez Naczelnego Dyrektora Archiwów Państwowych za pośrednictwem dyrektora właściwego archiwum państwowego. Uzgadnianie i zatwierdzanie ich ma na celu czuwanie, by powstające akta narastały w sposób właściwy, zgodnie z obowiązującymi przepisami archiwalnymi. Jednostki niepaństwowe nie mają obowiązku posiadania instrukcji kancelaryjnej, ale gdy chcą taką stworzyć, to mogą konsultować się z archiwami państwowymi lub ze Stowarzyszeniem Archiwistów Polskich.
Instrukcję kancelaryjną tworzy się – w przypadku podmiotów nieobjętych rozporządzeniem – przede wszystkim na podstawie regulaminu organizacyjnego danej jednostki. Instrukcję kancelaryjną zatwierdza do użytku kierownik jednostki; w przypadku jednostek państwowych i samorządowych po uzgodnieniu z właściwym archiwum państwowym.

## Typowe zagadnienia składające się na instrukcję kancelaryjną
- zasady i tryb wykonywania czynności kancelaryjnych
- określenie systemu kancelaryjnego obowiązującego w danej jednostce
- określenie sposobu postępowania z dokumentacją papierową i elektroniczną
- określenie systemów sposobu wykonywania czynności kancelaryjnych w zależności od przyjętego przez kierownika podmiotu podstawowego sposobu dokumentowania przebiegu załatwiania i rozstrzygania spraw dla danego podmiotu (tradycyjny – papierowy, elektroniczny w systemie EZD),
- rejestrowanie przesyłek wpływających i wychodzących oraz pism wewnętrznych,
- zasady sporządzania odwzorowań cyfrowych,
- zasady postępowania z przesyłkami przesłanymi pocztą elektroniczną, na elektroniczną skrzynkę podawczą, na informatycznym nośniku danych oraz w postaci papierowej,
- zasady funkcjonowania składów chronologicznych i składów informatycznych nośników danych,
- rozdzielanie i przydzielanie wpływów,
- dekretacje odręczne, elektroniczne, zastępcze,
- rejestrowanie spraw (pism),
- rozpatrywanie (sposób załatwiania) spraw,
- wysyłanie pism,
- sposób porządkowania i przechowywania dokumentów (pism, akt spraw).
- wzór pieczątek (sprawdzenie autentyczności)